# Gyllenskepp
Gyllenskepp (de äldre medlemmarna skrev namnet Gyllenskiepp) är en svensk adlig släkt, introducerad på riddarhuset som nr 902, numera endast fortlevande i Storbritannien där namnet skrivs Gyllenship.
Som släktens stamfar räknas kommendören och chefen för hovjaktvarvet i Stockholm Wilhelm Hansson (1643-1689) som adlades Gyllenskepp 19 april 1676. Bland hans söner märks viceamiralen Wilhelm Gyllenskepp (1677–1755) och överstelöjtnanten Hans Gyllenskepp (1687–1740). Den svenska grenen utdog på manssidan 1942 och på kvinnosidan 1960 med Richard Hennebergs änka.
Den engelska släktgrenen härstammar från Gustav Adolph Gyllenskepp, född 21 mars 1785 i Helsingborg, död 4 november 1840 i S:t James, Clerkenwell, Middlesex.
Det finns ett flertal nu i Sverige levande personer med namnet Gyllenskepp som dock inte tillhör denna ätt.